# Poids plume (roman)
Poids plume (titre original : Featherweight) est un roman de Mick Kitson publié pour la première fois à Edimbourg en 2021 par Canongate Books Ltd et paru en France en 2022 aux Éditions Métailié (traduction : Céline Schwaller). Il s'agit à la fois d'un roman d'aventures narrant la vie pleine de rebondissements d'une jeune femme rom dans l'Angleterre victorienne, mais aussi un roman social dénonçant les inégalités économiques et sociales dans le contexte de la révolution industrielle. En France, il a reçu le prix Jules Rimet 2022.

## Le roman
L'histoire se déroule principalement en Angleterre, dans le "Pays noir" (Black Country), à Tipton, entre Birmingham et Wolverhampton. Elle raconte l'histoire d'Annie Loveridge, une Rom adoptée par un géant au grand coeur, Bill Perry, ancien champion de boxe devenu tenancier du Champion of England, un bar à bière. La jeune Annie apprend à son tour la boxe à mains nues (qu'elle pratique dans des foires selon les règles de Jack Broughton) mais aussi la lecture, qui lui permettent de s'affirmer en tant que femme et d'améliorer un quotidien par ailleurs bien difficile.
En plus de raconter les aventures d'Annie et de livrer une savoureuse galerie de portraits, le livre est une plongée dans l'Angleterre victorienne, celle de la révolution industrielle, des misérables cloutiers de Tipton et des aristocrates cyniques ou dépravés qui les exploitent ; celle aussi de l’apparition d'une lutte des classes (évocation du mouvement chartiste, des grèves et de leur répression), de l'émigration d'un certain nombre de laissés pour compte vers l'Amérique via le port de Liverpool et des prémices de l'éducation des masses laborieuses et du mouvement féministe.

## Influences
L'influence de Dickens est manifeste. Ainsi, l'auteur fait dire à Annie : "J’aimais les livres de M. Dickens parce qu’il parlait bien des pauvres et de ceux qui étaient victimes des cruautés du destin alors qu’ils avaient rien fait de mal.". Les thématiques abordées par Mick Kitson sont d'ailleurs assez proches des romans Les Temps difficiles, La Petite Dorrit ou encore Oliver Twist qui est d'ailleurs cité dans Poids plume.
On pense aussi régulièrement à d'autres classiques de la littérature britannique comme L'Île au trésor (à cause de l'atmosphère qui règne dans le bar tenu par Bill et Annie) ou Robin des Bois (à cause du Black Cloak, un mystérieux bandit de grands chemins qui dépouille les foggers, ces agents qui participent à l'exploitation des cloutiers). De nombreuses références aux poètes Robert Burns et William Wordsworth sont également présentes dans le livre.
Enfin, dans une note de Mick Kitson située à la fin du roman, on apprend qu'Annie Perry est son arrière-grand-mère et la petite fille de William Perry, le "Slasher de Tipton" (1819-1880). Il explique s'être inspiré "d'une mythologie familiale inspirée par [sa] grand-mère, Mollie Kitson", qui "était une inventrice invétérée d'histoires qu'elle jurait avoir vécues et qui n'avaient aucun fondement dans la réalité."

## Réception critique
Poids plume a été bien accueilli en France où il a reçu des critiques positives dans la presse :
"Une petite gitane galloise vendue à un boxeur et c’est parti pour une histoire formidable, avec autant de bagarres que de tendresse." (La Croix)
"[...] un ouvrage attachant, sans fausse note, à lire avec entrain." (Libération)
"le livre de cet ancien journaliste devenu prof d'anglais n'est pas qu'un ouvrage de sport, c'est surtout un grand roman social." (L’Équipe, à l'occasion de la remise du Prix Jules Rimet)

## Prix
Mick Kitson a reçu en 2022 le Prix Jules Rimet qui a pour objet "de couronner un ouvrage de littérature française ou de littérature étrangère traduit en langue française (roman, récit, biographie, recueil de nouvelles, autres...) dont les références au sport constituent l'un des éléments majeurs."   Sur le site du prix on peut lire ce mot de l'auteur : "Je voudrais remercier le jury du Prix Jules Rimet Sport et Littérature, d’avoir choisi mon livre Poids plume pour ce prix prestigieux. Je suis très honoré et très heureux. C'est un livre sur la lutte de la classe ouvrière dans le monde changeant de l'industrialisation rapide mais j'ai aussi voulu inclure beaucoup de bons combats et de la poésie dans un récit haletant inspiré de l'histoire de ma propre famille. Encore une fois, je veux remercier tous ceux qui ont choisi de donner ce prix à mon Poids plume."